# Dorothée Bis
Dorothée Bis est une marque française de prêt-à-porter féminin. 

## Histoire
La marque est fondée en 1962 par Élie Jacobson et son épouse Jacqueline avec qui il se marie en 1952. Précurseur, elle se développe à partir de leur boutique appelée Dorothée, elle-même ouverte dès 1958 dans la rue de Sèvres, à Paris. S'appuyant sur un nouvel espace de vente baptisé du nom de Dorothée Bis à compter de 1962, voguant sur l'inspiration de Bazaar, une boutique cherchant à créer un lieu de vie pour la jeunesse de l'époque. Le succès vient rapidement. Après avoir commercialisé des créations de nouveaux stylistes de l'époque, le couple est en mesure de proposer sa propre collection sous cette marque (principalement de la maille et des ensembles pouvant être porté de façon dissociés) deux ans plus tard et participe à des défilés de mode salle Wagram dès le début des années 1970. 
À la fin des années 1970, les deux fondateurs lancent une marque sportswear, Dorotennis avec Philippe Baur. La marque est revendue à Fila en 1995.
Reprise par BCBGMAXAZRIA en 2003, Dorothée Bis est relancée en 2009 mais en février 2011 la société a été placée sous procédure de sauvegarde par le tribunal de commerce de Nanterre. Cette procédure permet aux dirigeants de Dorotennis de conserver pendant six mois la gestion de la société, le temps de trouver des solutions avec les créanciers, les dettes étant provisoirement suspendues[source insuffisante].

## Exploitation de la marque
En 2019, la marque appartient toujours à la société Dorotennis,.